# Chia Boon Leong
Chia Boon Leong (chinesisch 謝文龍 / 谢文龙; * 1. Januar 1925 in Singapur; † 20. Dezember 2022 ebenda) war ein singapurischer Fußballspieler.

## Karriere
Chia Boon Leong wuchs in Pasir Panjang als Sohn von Chia Yew Siang auf. Chia Boon Leong besuchte die Pasir Panjang English School. Noch vor dem Ausbruch des Pazifikkriegs besuchte er die Raffles Institution.
1938 gründete er mit anderen Spielern die Pasir Panjang Rovers und gewann mit diesen ein Jahrzehnt später die Singapore Amateur Football Association League.
Bei den Olympischen Sommerspielen 1948 wurde Chia für die Mannschaft der Republik China nominiert. Im einzigen Spiel gegen die Türkei kam Chia zum Einsatz, das Team verlor mit 0:4. 
Mit der singapurischen Nationalmannschaft nahm Chia an den Asienspielen 1954 teil.
Später ging er nach England und besuchte einen Trainerkurs beim FC Arsenal besuchte. Er war fortan im Finanzwesen und bei einem Radiodienstunternehmen tätig.
1958 wurde er Ratsmitglied der Football Association of Singapore und war zwischen 1977 und 1980 auch als Teammanager der Nationalmannschaft tätig.